# Lepiota subincarnata
Lepiota subincarnata è un fungo lamellato del genere Lepiota, nell'ordine degli Agaricales. È noto per contenere amatossine; il consumo di questo fungo può essere potenzialmente letale. La specie si trova in Asia, in Europa e in America settentrionale, nei boschi e nei parchi molto estesi. Fu descritto scientificamente per la prima volta dal micologo danese Jakob Emanuel Lange nel 1940. Marcel Bon e Boiffard descrissero nel 1974 Lepiota josserandii, che si rivelò poi essere la stessa specie.
Il cappello del fungo va dal rosso chiaro al rosso-marrone, tendente al color crema vicino ai bordi. Le lamelle sono biancastre e la carne va dal bianco al rosato, lievemente virante con il calore. Il gambo può essere leggermente più grande alla base ed è color crema, con chiazze più scure (del colore del cappello). L'odore è deciso e fruttato, mentre il sapore è sgradevole.